# Ferrari 340 México
El Ferrari 340 es un automóvil de carreras del fabricante italiano Ferrari, desarrollado para competir en la tercera Carrera Panamericana. Se construyeron solo cuatro unidades del 340, de las cuales una es spyder y las restantes cupés.

## Historia
La historia de este modelo comienza después de que la primera participación de Ferrari en la Carrera Panamericana de 1951 fuera saldada con un rotundo 1-2 de los 212 Export Coupé, que incrementó el interés de la marca por participar en dicho evento y aumentar con ello su penetración en los mercados de Estados Unidos.
Esos dos autos habían sido construidos prácticamente como coches de serie, en contraste con los fabricados especialmente para participar en carreras y sus motores tenían un desplazamiento inferior al de sus competidores, es por ello que su triunfo resultara espectacular.

El 340 México 1952, fabricado por Ferrari para competir en la legendaria Carrera Panamericana en México, fue el auto estrella de la subasta anual en Amelia Island junto a un Ferrari 212 Inter Coupe 1953, un modelo del que solo se fabricaron 80 unidades.
Adaptado con la base de un Ferrari 340 América, el Ferrari 340 México Cupé tiene un motor V12 de 4,1 litros que genera 280 caballos de potencia, acoplado a una transmisión manual de cinco velocidades.
Para desgracia de Ferrari, el 340 México nunca pudo ganar la Carrera Panamericana a pesar de su excelente balance de poder y desempeño. Solo el modelo fabricado con el número 0224 AT, pudo subir al podio de la Carrera Panamericana, con un tercer puesto al volante de los pilotos Luigi Chinetti y Jean Lucas.

## Desarrollo
Coincidiendo esto con la decisión de Ferrari de empezar a exportar sus coches a los Estados Unidos, considerando su mercado como una mina de oro, se decidió aprovechar la repercusión de la Carrera Panamericana de 1952 como un escaparate para la marca.
Pero considerando que esta era una carrera de larga distancia a altas velocidades, se optó, en lugar de usar autos de serie, por el desarrollo de cuatro autos específicamente para esa carrera, con un motor más potente y con chasis y carrocería especialmente diseñados.
Así, se desarrollaron tres autos con carrocería cupé, que serían coducidos por Alberto Ascari/Giuseppe "Nino" Farina, Luigi Villoresi/Franco Cornaccha y Luigi Chinetti/Jean Lucas y uno más, con carrocería spyder, destinado al pilotaje del americano Bill Spear, aunque este último en realidad nunca corrió, pues fue retenido en el Puerto de Veracruz por problemas en su importación y nunca llegó a tiempo para la carrera.
Los cuatro autos eran mecánicamente idénticos y contaban con un motor de doce cilindros en V a 60 grados, diseñado por Lampredi, derivado el 340 América (los motores de los coches de 1951 eran V12 diseñados por Colombo), enfriados por agua, con 4,101 centímetros cúbicos de cilindrada, con una relación de compresión de 8,4:1 y alimentado por tres carburadores Weber 40 DCF/3 de doble cuerpo, embrague multidisco y transmisión de 5 velocidades no sincronizadas, utilizando un eje trasero más resistente derivado del 340 América, llegándose a considerar el del 342, pero por las características de alta velocidad de la carrera, se decidieron por el primero. Con ello, el coche contaba con una potencia máxima de 280 hp a 6000 rpm, con lo que alcanzaba los 280 km/h debido a su peso de solo 900 kilogramos.
Los cuatro 340 México construidos para la Carrera de 1952, cuya carrocería fue diseñada por Alfredo Vignale, fueron fabricados para Ferrari por la empresa de Gilberto Colombo y la de Gilco Autelai. El chasis consta de tubos de diámetro pequeño en el cuadro principal, usados muy comúnmente por Ferrari en sus diseños, con una superestructura para el techo que incluía los pilares y los rieles para el parabrisas (en los cupés) como parte del marco. Los pilares fueron conectados al cuadro principal con un entramado de tubos. Ferrari les llamó tubular y esto se refleja en el número de serie de las denominaciones de los autos como "AT" (América Tubular).

## Competiciones
Ya en la carrera, Ascari accidentó su 340 México en el primer tramo, cuando el coche marcado con el número 14 derrapó en una curva a causa de la grava suelta del camino y terminó en un terraplén. Ni él ni su copiloto, Farina, resultaron heridos, pero el coche estaba fuera de la carrera.
Villoresi, después de ser el más rápido en la segunda etapa, fue forzado a retirarse de la competición por fallos de la trasmisión de su 340 México, en la V etapa, de León, Guanajuato a Victoria de Durango, Durango. Luigi Chinetti, con su 340 número 20 en los costados, finalmente terminó en tercer lugar general, detrás de los Mercedes-Benz 300 SL de Kling y Lang.
Después de la Carrera Panamericana, Chinetti (después el dueño de N.A.R.T.), llevó su 340 México de regreso a Europa, inscribiéndolo en la Mille Miglia, en las 12 horas de Pescara y en las 12 Horas de Reims. El auto regresó a los Estados Unidos en 1954 y ha permanecido ahí desde entonces. Los coches de Ascari y Villoresi fueron vendidos a Guiberson Allen y el de Ascari fue vendido después a A.V. Dayton.
En 1953, el piloto norteamericano Phil Hill condujo el coche de Virollesi en la IV Carrera Panamericana con Richie Ginther como copiloto. Marcado con el número 4 y ahora pintado en forma bicolor con la carrocería en rojo y el techo blanco, Phil perdió el control en un tramo corto de Puebla, Puebla a Ciudad de México, cuando el pedal de embrague se atascó y dejó sin tracción a las ruedas motrices en una curva cerrada. El accidente no dejó lesionados a ninguno de los ocupantes, pero terminó ahí la carrera para el 340 México.
Sin lugar a dudas, el diseño del 340 México resulta muy especial. La cúpula que constituye el techo en los cupés, que arranca en la base del parabrisas, se ubica en la mitad del vehículo, y desde ahí hacia atrás, es una de las cúpulas más largas jamás construidas por Ferrari. A modo de comparación, es 14 cm más largo que un 250 Europa, que tenía 20,32 cm más de distancia entre ejes.
Otra de las rarezas incluidas por su diseñador, "Michelotti Carrozzeria Vignale", que califica su diseño como “salvaje”, eran los dispositivos aerodinámicos ubicados en forma transversal, que pretendían canalizar el flujo del aire hacia los frenos traseros. En la práctica, no hacen nada aerodinámicamente, porque están en el "aire muerto"; sin embargo, en ese tiempo, resultaron espectaculares.
Los cuatro 340 México fabricados por Ferrari para la Carrera de 1952, llevaban los números de serie 0226AT (#14), 0222AT(#16), 0224AT(#20 tercer lugar) los cupés, y el roadster llevaba el número 0228AT. Los cuatro Ferrari, restaurados impecablemente y mantenidos en funcionamiento a los 60 años de su fabricación, son algunos de los coches más llamativos jamás construidos por Ferrari en las grandes exposiciones de autos que se llevan a cabo en el mundo entero y son verdaderas joyas del coleccionismo.